# Франк Комор
Франк Комор — денежная единица государства Коморы. Один коморский франк состоит из 100 сантимов. Международное обозначение по ISO 4217 — KMF, Comorian Franc, до 9 июня 2017 — Comoro Franc. До 1 января 2003 года в Общероссийском классификаторе валют назывался франком Коморских островов.
В денежном обращении находятся банкноты номиналом в 10000, 5000, 2500, 2000, 1000 и 500 франков, монеты номиналом в 250, 100, 50, 25, 10 и 5 франков.
В начале 2003 года 1 долл. США = 522,7 франка КФА.

## Банкноты
В обороте находятся банкноты номиналом 500, 1000, 2000, 5000 и 10000 франков выпуска 2005—2006 годов.
Банкноты прежних выпусков (с 1976 года, кроме 2500 франков) продолжают оставаться платёжным средством и изымаются из оборота по мере износа.
| Серия 2005—2006 годов | Серия 2005—2006 годов | Серия 2005—2006 годов | Серия 2005—2006 годов | Серия 2005—2006 годов | Серия 2005—2006 годов                | Серия 2005—2006 годов               | Серия 2005—2006 годов | Серия 2005—2006 годов |
| Изображение           | Изображение           | Номинал (франков)     | Размеры (мм)          | Основные цвета        | Описание                             | Описание                            | Год печати            |                       |
| Лицевая сторона       | Оборотная сторона     | Номинал (франков)     | Размеры (мм)          | Основные цвета        | Лицевая сторона                      | Оборотная сторона                   | Год печати            |                       |
| --------------------- | --------------------- | --------------------- | --------------------- | --------------------- | ------------------------------------ | ----------------------------------- | --------------------- | --------------------- |
|                       |                       | 500                   | 120×66                | розовый красный       | лемур                                | цветы орхидеи                       | 2006                  |                       |
|                       |                       | 1000                  | 126×66                | синий голубой         | латимерия                            | рыбак в каноэ                       | 2005                  |                       |
|                       |                       | 2000                  | 132×66                | зелёный               | мечеть и базар в Морони              | хижины жителей островов             | 2005                  |                       |
|                       |                       | 5000                  | 137×72                | фиолетовый            | портрет Саида Мохамеда Шейха         | дерево, побережье                   | 2006                  |                       |
|                       |                       | 10 000                | 144×72                | жёлтый коричневый     | портрет Аль-Хабиба Омара бен Сумеита | ваниль, цветы иланг-иланг, черепаха | 2006                  |                       |

## Режим валютного курса
Курс франка привязан к евро (код ISO 4217 — EUR) в соотношении 491,96775:1.